# Rigsfyrste
En rigsfyrste (tysk Reichsfürst, latin princeps regni) var i Det tysk-romerske rige et adeligt statsoverhovede med personlig stemme (virilstemme) i rigsdagen. Rigsfyrstens territorium var rigsumiddelbart, dvs. ikke underlagt andre lensherrer end kejseren.
Det fandtes både gejstlige og verdslige rigsfyrster. De gejstlige fyrster omfattede fyrstærkebiskopper og fyrstbiskopper, men også enkelte rigsprælater blevet ophøjet til rigsfyrstestanden. Blandt de verdslige rigsfyrster var oprindelig kongen af Böhmen, rigets hertuger samt mark-, pfalz- og landgrever.
Både antallet af rigsfyrster og balancen mellem den gejstlige og den verdslige bænk varierede stærkt gennem rigets historie. Fyrstehuse kunne på den ene siden dø ud, forlade Det tysk-romerske rige eller blive mediatiseret af (dvs. lagt til) andre fyrstehuse. På den anden side blev nye statsoverhoveder ophævet til fyrstestanden, mens en del eksisterende fyrstehuse blev delt op i flere linjer.
Den følgende tabellen giver en oversigt over variationen i antallet af rigsfyrstedømmer:
| År         | 1190 | 1521 | 1755 | 1792 | 1803 | 1806 |
| ---------- | ---- | ---- | ---- | ---- | ---- | ---- |
| Geistlige: | 92   | 53   | 38   | 36   | 3    | 2    |
| Verdslige: | 22   | 24   | 47   | 66   | 92   | 85   |